# The Sims 2: Apartment Pets
The Sims 2: Apartment Pets é um jogo para Nintendo DS.
EA o descreve como uma continuação para o The Sims 2: Pets do Nintendo DS. Tal como no original, ele permite uma quantidade diversa de personalização, permitindo que animais domésticos podem ser criados com uma variedade de cores e tamanhos. O jogo tem múltiplos reviews.